# Kartezianizmus

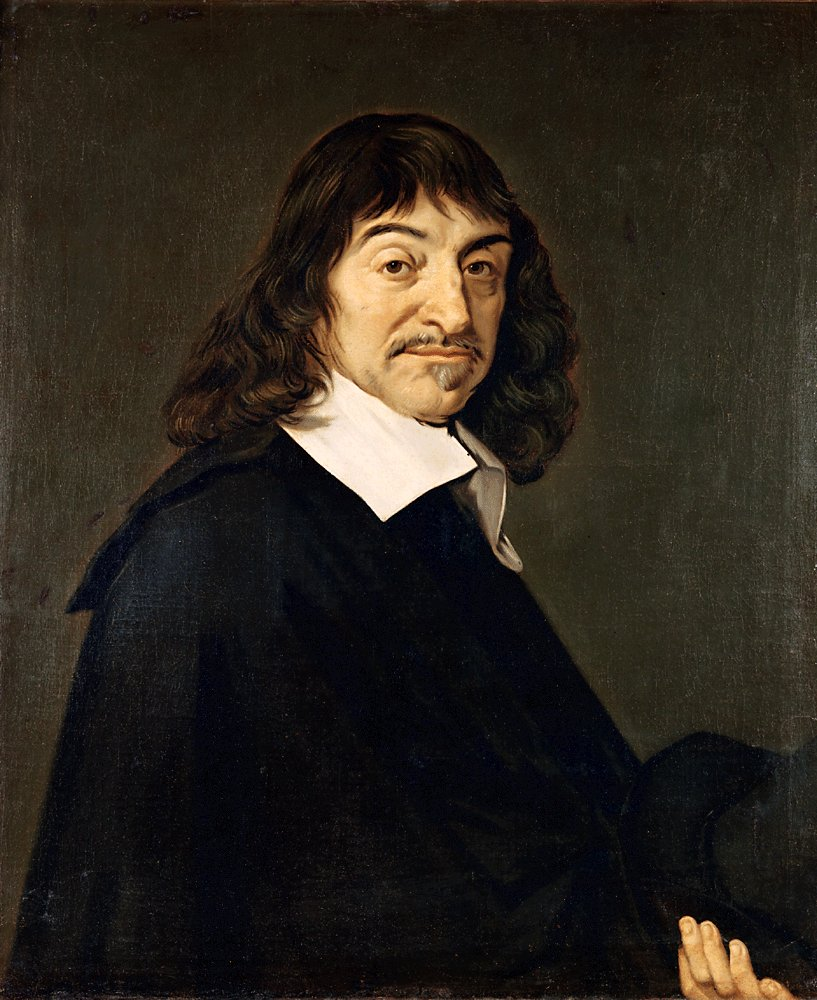
René Descartes

A kartezianizmus René Descartes francia filozófusnak és követőinek a filozófiai tanítása. A kartezianizmusra jellemző a racionalizmus minden más fölé emelése. Széles körben elterjedt Németországban, Hollandiában, Olaszországban. Továbbfejlesztve máig fennmaradt. Lényegében kiállás a racionalizmus, a „világosság és érthetőség” mellett. A kartezianizmus négy különböző irányban fejlődött, egyike az okkazionalizmus. A kartezianizmust jellemzi a tudat önbizonyosságából történő kiindulás (cogito ergo sum, azaz gondolkodom, tehát vagyok), a test és a lélek szigorú dualizmusa és a racionalista matematikai módszer. Magyarországi követője Apáczai Csere János volt.